# 飛高政幸
飛高 政幸 （ひだか まさゆき）は、日本の俳優。

## 出演作品

### テレビ
- 『大戦隊ゴーグルファイブ』第24話（1982年）
- 『ペットントン』（1983〜84年）林ガンタ 役
- 『どきんちょ!ネムリン』（1984年）玉三郎 役

### 映画
- 『ボクのおやじとぼく』（1983年）山城達男 役[1]